# Aeropuerto Internacional de Edmonton
El Aeropuerto Internacional de Edmonton (del inglés: Edmonton International Airport) (IATA: YEG, OACI: CYEG) es la principal instalación de pasajeros aéreos y carga aérea en la Región de Edmonton Capital de la provincia canadiense de Alberta. Operado por Edmonton Airports, se encuentra a 14 millas náuticas (26 km; 16 millas) al sursudoeste del centro de Edmonton en el condado de Leduc en la autopista 2 frente a la ciudad de Leduc. El aeropuerto ofrece vuelos regulares sin escalas a las principales ciudades de Canadá, Estados Unidos, México, el Caribe, América Central y Europa.
Es una instalación central para el norte de Alberta y el norte de Canadá. El aeropuerto tiene un área de captación que abarca el centro y el norte de Alberta, el norte de Columbia Británica y Yukón, los Territorios del Noroeste y el oeste de Nunavut. El área total de captación es de 1.8 millones de residentes. Es el aeropuerto principal más grande de Canadá por superficie total, el quinto aeropuerto más ocupado por tráfico de pasajeros y el noveno más ocupado por movimientos de aeronaves. Sirvió a 8,254,121 pasajeros en 2018.

## Terminal
El Aeropuerto Internacional de Edmonton ofrece instalaciones de pre-despacho de aduana de los Estados Unidos. Los pasajeros de vuelos nacionales que se conectan en Edmonton a un destino de los Estados Unidos Usan Quick Connect, que permite a los pasajeros pasar por la Aduana y Protección Fronteriza de los Estados Unidos sin tener que reclamar y volver a verificar el equipaje o volver a pasar por seguridad durante la conexión.
El hotel de cuatro estrellas Renaissance Edmonton Airport está conectado a la terminal.
El aeropuerto cuenta con un salón Air Canada Maple Leaf Lounge y dos salones Plaza Prémium.

## Aerolíneas y destinos

### Pasajeros

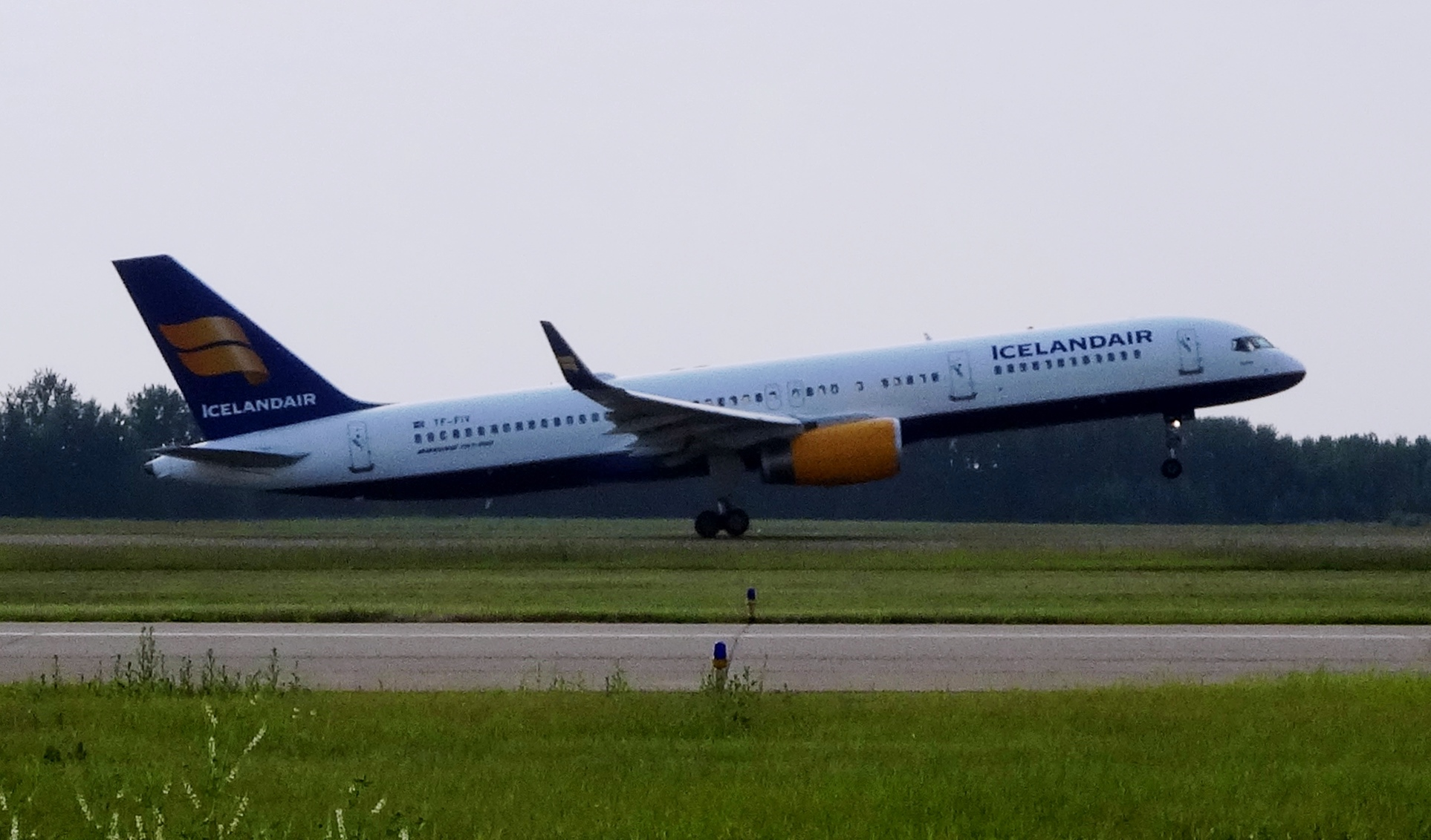
Un Boeing 757-200 de Icelandair despegando hacia Reikiavik.

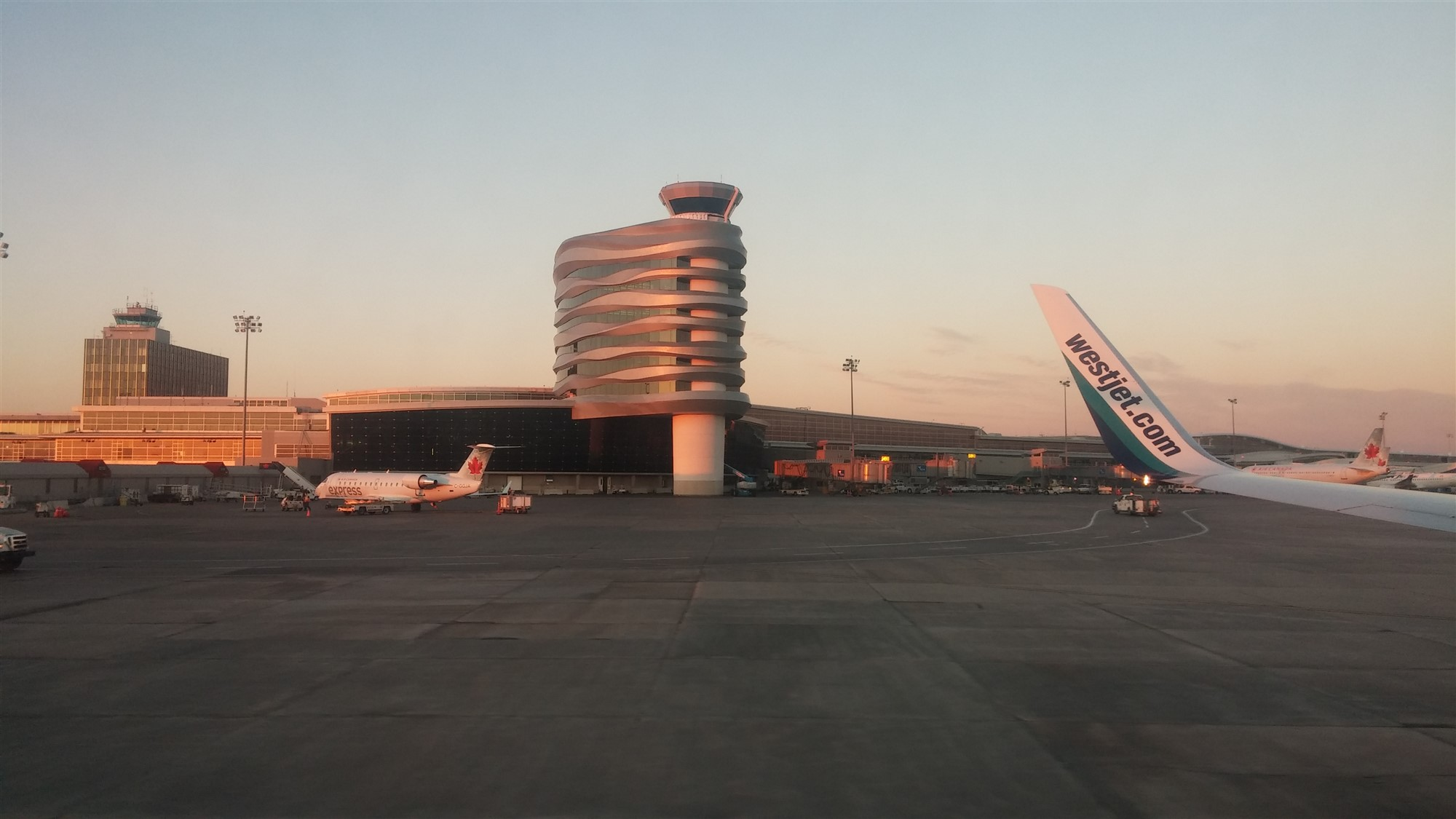
Vista de la Torre de control del aeropuerto.

El Aeropuerto Internacional de Edmonton ofrece vuelos regulares sin escalas a 52 destinos. Sirve como centro de conexiones nacional de la aerolínea nacional Flair Airlines. Edmonton es una de las ciudades foco más grandes de WestJet; la aerolínea vuela a 30 destinos con un promedio de 62 salidas diarias, sin escalas, desde Edmonton. WestJet (y sus filiales) son los transportistas más grandes en el Aeropuerto Internacional de Edmonton, con más del 70% de la cuota de mercado.
Canadian North conecta sus redes del norte a través de Edmonton.
| Aerolíneas           | Destinos |
| -------------------- | --- |
| Air Canada           | Montreal–Trudeau, Toronto–Pearson, Vancouver Estacional: Cancún |
| Air Canada Express   | Calgary, Vancouver, Yellowknife Estacional: San Francisco |
| Air North            | Calgary, Whitehorse |
| Air Tindi            | Fort Chipewyan, Fort Smith, Yellowknife |
| Alaska Airlines      | Seattle/Tacoma |
| Canadian North       | Yellowknife |
| Central Mountain Air | High Level, Prince George |
| Flair Airlines       | Abbotsford, Kelowna, Toronto–Pearson, Vancouver Estacional: Kitchener/Waterloo, Puerto Vallarta, Victoria, Winnipeg |
| KLM                  | Ámsterdam |
| Porter Airlines      | Hamilton (ON), Montreal–Trudeau, Ottawa, Toronto–Pearson |
| United Airlines      | Denver, Houston–Intercontinental Estacional: Chicago–O'Hare |
| WestJet              | Abbotsford, Atlanta, Calgary, Cancún, Comox, Halifax, Kelowna, Las Vegas, Los Ángeles, Mineápolis/St. Paul, Ottawa, Phoenix–Sky Harbor, Puerto Vallarta, Toronto–Pearson, Vancouver, Victoria, Winnipeg Estacional: Charlottetown, Chicago–O'Hare, Honolulu, Huatulco, Kahului, Mazatlán, Moncton, Montego Bay (inicia el 2 de noviembre de 2025), Nashville, Nanaimo, Orlando, Palm Springs, Salt Lake City, San Francisco, San José del Cabo, San Juan de Terranova, Yellowknife |
| WestJet Encore       | Calgary, Comox, Fort McMurray, Grande Prairie, Kelowna, Regina, Saskatoon, Yellowknife Estacional: Kamloops, Prince George, Seattle/Tacoma |

### Carga
| Aerolíneas                                | Destinos                                                                  |
| ----------------------------------------- | ------------------------------------------------------------------------- |
| Amazon Air                                | Calgary, Hamilton (ON), Vancouver                                         |
| Buffalo Airways                           | Yellowknife                                                               |
| Cargojet                                  | Calgary, Cincinnati, Hamilton (ON), Montreal-Mirabel, Vancouver, Winnipeg |
| FedEx Express                             | Memphis, Toronto–Pearson                                                  |
| FedEx operado por Morningstar Air Express | Toronto–Pearson, Winnipeg                                                 |
| FedEx Feeder                              | Calgary                                                                   |
| Korean Air Cargo                          | Anchorage, Los Ángeles, Seúl–Incheon                                      |

### Servicios de ambulancia aérea
El aeropuerto alberga una instalación especialmente diseñada en su extremo sur que comparten las operaciones de ambulancia aérea de ala fija de Alberta Health Services, así como una de las tres bases en la provincia para la ambulancia aérea de helicópteros STARS. Nor-Alta Aviation también proporciona servicios de ambulancia aérea en el aeropuerto de Edmonton bajo contrato de Alberta Health Services. Nor-Alta Aviation compró Can-West Corporate Air Charters Ltd., y se convirtió en Can-West Corporate Air Charters, una compañía de Nor-Alta Aviation a fines de 2015.

### Destinos nacionales

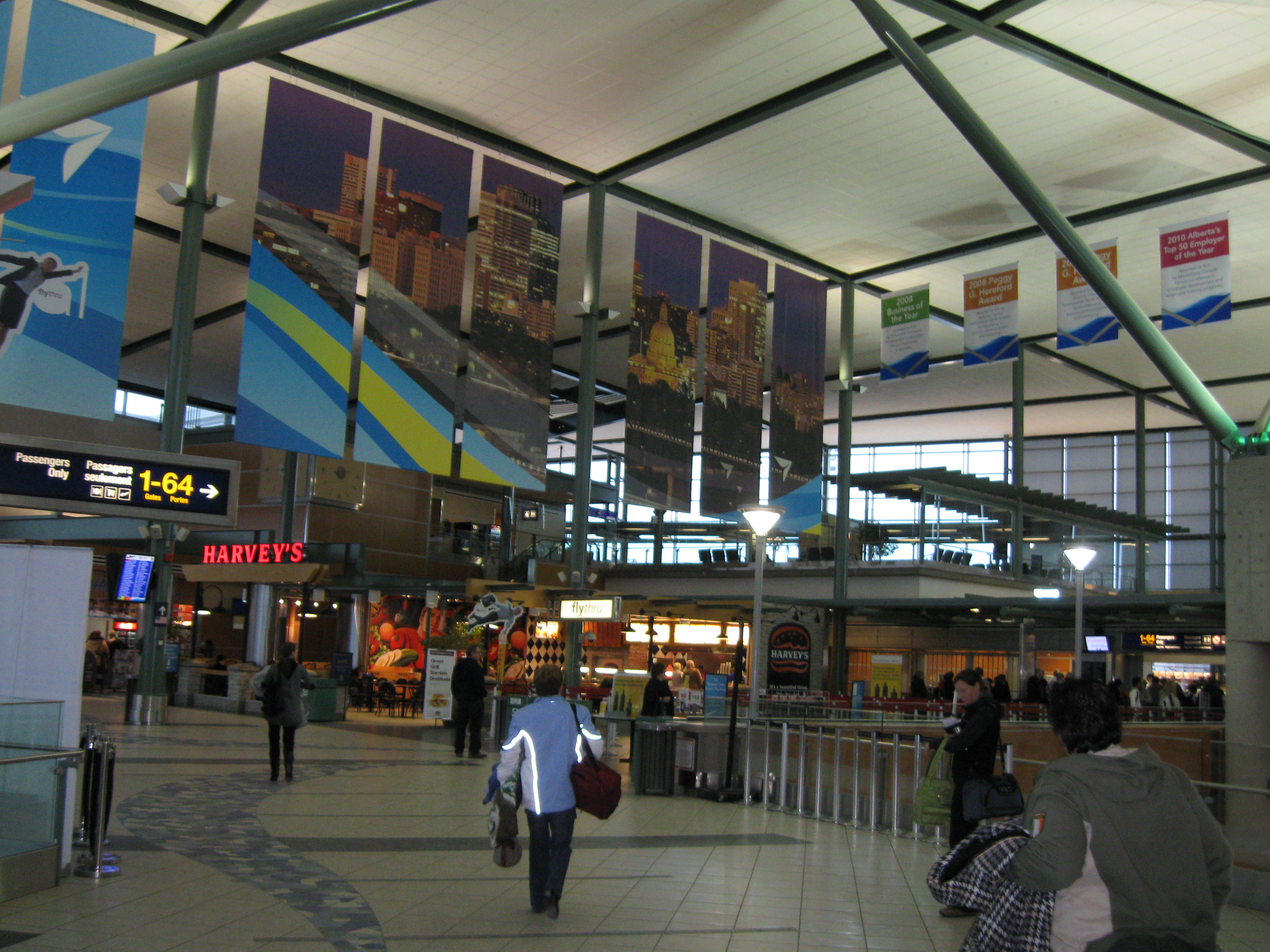
Sala central de YEG

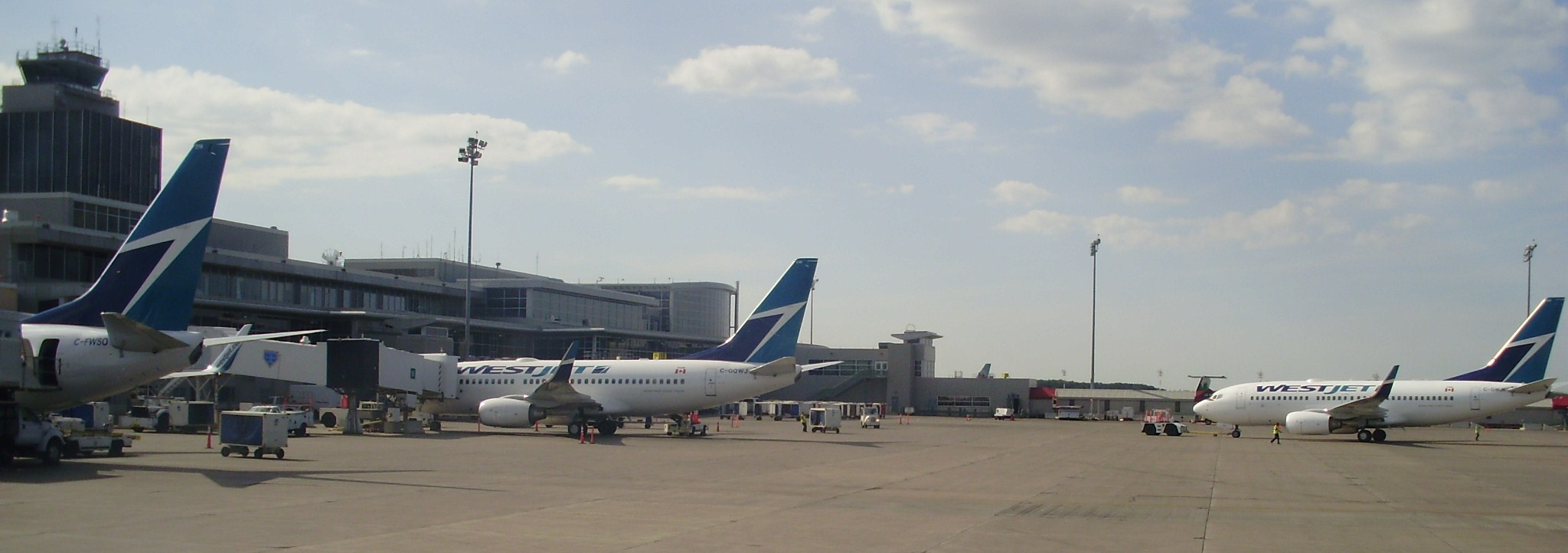
Aviones de WestJet en el aeropuerto.

Se brinda servicio a 28 ciudades dentro del país a cargo de 10 aerolíneas.
| Destinos nacionales del Aeropuerto de Edmonton YEG YXX YYC YQQ YYG YPY YMM YQU YHZ YHM YOJ YKA YLW YKF YUL YQM YCD YOW YXS YQR YYT YXE YYZ YVR YYJ YWG YXY YZF | Destinos nacionales del Aeropuerto de Edmonton YEG YXX YYC YQQ YYG YPY YMM YQU YHZ YHM YOJ YKA YLW YKF YUL YQM YCD YOW YXS YQR YYT YXE YYZ YVR YYJ YWG YXY YZF | Destinos nacionales del Aeropuerto de Edmonton YEG YXX YYC YQQ YYG YPY YMM YQU YHZ YHM YOJ YKA YLW YKF YUL YQM YCD YOW YXS YQR YYT YXE YYZ YVR YYJ YWG YXY YZF | Destinos nacionales del Aeropuerto de Edmonton YEG YXX YYC YQQ YYG YPY YMM YQU YHZ YHM YOJ YKA YLW YKF YUL YQM YCD YOW YXS YQR YYT YXE YYZ YVR YYJ YWG YXY YZF | Destinos nacionales del Aeropuerto de Edmonton YEG YXX YYC YQQ YYG YPY YMM YQU YHZ YHM YOJ YKA YLW YKF YUL YQM YCD YOW YXS YQR YYT YXE YYZ YVR YYJ YWG YXY YZF | Destinos nacionales del Aeropuerto de Edmonton YEG YXX YYC YQQ YYG YPY YMM YQU YHZ YHM YOJ YKA YLW YKF YUL YQM YCD YOW YXS YQR YYT YXE YYZ YVR YYJ YWG YXY YZF | Destinos nacionales del Aeropuerto de Edmonton YEG YXX YYC YQQ YYG YPY YMM YQU YHZ YHM YOJ YKA YLW YKF YUL YQM YCD YOW YXS YQR YYT YXE YYZ YVR YYJ YWG YXY YZF | Destinos nacionales del Aeropuerto de Edmonton YEG YXX YYC YQQ YYG YPY YMM YQU YHZ YHM YOJ YKA YLW YKF YUL YQM YCD YOW YXS YQR YYT YXE YYZ YVR YYJ YWG YXY YZF | Destinos nacionales del Aeropuerto de Edmonton YEG YXX YYC YQQ YYG YPY YMM YQU YHZ YHM YOJ YKA YLW YKF YUL YQM YCD YOW YXS YQR YYT YXE YYZ YVR YYJ YWG YXY YZF |
| Destinos | WestJet | Flair Airlines | Air Canada | Porter Airlines | Air Tindi | Otra | # | |
| --- | --- | --- | --- | --- | --- | --- | --- | --- |
| Abbotsford (YXX) | • | • | | | | | 2 | |
| Calgary (YYC) | • | | • | | | Air North | 3 | |
| Charlottetown (YYG) | • | | | | | | 1 | |
| Comox (YQQ) | • | | | | | | 1 | |
| Fort Chipewyan (YPY) | | | | | • | | 1 | |
| Fort McMurray (YMM) | • | | | | | | 1 | |
| Fort Smith (YSM) | | | | | • | | 1 | |
| Grande Prairie (YQU) | • | | | | | | 1 | |
| Halifax (YHZ) | • | | | | | | 1 | |
| Hamilton (YHM) | | | | • | | | 1 | |
| High Level (YOJ) | | | | • | | Central Mountain Air | 2 | |
| Kamloops (YKA) | • | | | | | | 1 | |
| Kelowna (YLW) | • | • | | | | | 2 | |
| Kitchener/Waterloo (YKF) | | • | | | | | 1 | |
| Moncton (YQM) | • | | | | | | 1 | |
| Montreal (YUL) | | | • | • | | | 2 | |
| Nanaimo (YCD) | • | | | | | | 1 | |
| Ottawa (YOW) | • | | | • | | | 2 | |
| Prince George (YXS) | • | | | | | Central Mountain Air | 2 | |
| Regina (YQR) | • | | | | | | 1 | |
| San Juan de Terranova (YYT) | • | | | | | | 1 | |
| Saskatoon (YXE) | • | | | | | | 1 | |
| Toronto (YYZ) | • | • | • | • | | | 4 | |
| Vancouver (YVR) | • | • | • | | | | 3 | |
| Victoria (YYJ) | • | • | | | | | 2 | |
| Winnipeg (YWG) | • | • | | | | | 2 | |
| Whitehorse (YXY) | | | | | | Air North | 1 | |
| Yellowknife (YZF) | • | | • | | • | Canadian North | 4 | |
| Total | 21 | 7 | 5 | 5 | 3 | 5 | 28 | |

### Destinos internacionales
Se ofrece servicio a 23 destinos internacionales (12 estacionales), a cargo de 8 aerolíneas.
| Ciudades por países                                           | Nombre del aeropuerto                             | Aerolíneas                                              |              |              |              |
| Norteamérica                                                  | Norteamérica                                      | Norteamérica                                            | Norteamérica | Norteamérica | Norteamérica |
| ------------------------------------------------------------- | ------------------------------------------------- | ------------------------------------------------------- | ------------ | ------------ | ------------ |
| Estados Unidos (14 destinos [6 estacionales], 5 aerolíneas)   |                                                   |                                                         |              |              |              |
| Atlanta                                                       | Aeropuerto Internacional Hartsfield-Jackson       | WestJet                                                 |              |              |              |
| Chicago                                                       | Aeropuerto Internacional O'Hare                   | United Airlines (Estacional) / WestJet (Estacional)     |              |              |              |
| Denver                                                        | Aeropuerto Internacional de Denver                | United Airlines                                         |              |              |              |
| Houston                                                       | Aeropuerto Intercontinental George Bush           | United Airlines                                         |              |              |              |
| Las Vegas                                                     | Aeropuerto Internacional Harry Reid               | WestJet                                                 |              |              |              |
| Los Ángeles                                                   | Aeropuerto Internacional de Los Ángeles           | WestJet                                                 |              |              |              |
| Mineápolis                                                    | Aeropuerto Internacional de Mineápolis-Saint Paul | WestJet                                                 |              |              |              |
| Nashville                                                     | Aeropuerto Internacional de Nashville             | WestJet (Estacional)                                    |              |              |              |
| Orlando                                                       | Aeropuerto Internacional de Orlando               | WestJet (Estacional)                                    |              |              |              |
| Palm Springs                                                  | Aeropuerto Internacional de Palm Springs          | WestJet (Estacional)                                    |              |              |              |
| Phoenix                                                       | Aeropuerto Internacional de Phoenix-Sky Harbor    | WestJet                                                 |              |              |              |
| Salt Lake City                                                | Aeropuerto Internacional de Salt Lake City        | WestJet (Estacional)                                    |              |              |              |
| San Francisco                                                 | Aeropuerto Internacional de San Francisco         | Air Canada Express (Estacional) / WestJet (Estacional)  |              |              |              |
| Seattle                                                       | Aeropuerto Internacional de Seattle-Tacoma        | Alaska Airlines / WestJet Encore                        |              |              |              |
| México (5 destinos [3 estacionales], 3 aerolíneas)            |                                                   |                                                         |              |              |              |
| Cancún                                                        | Aeropuerto Internacional de Cancún                | Air Canada (Estacional) / WestJet                       |              |              |              |
| Huatulco                                                      | Aeropuerto Internacional de Bahías de Huatulco    | WestJet (Estacional)                                    |              |              |              |
| Mazatlán                                                      | Aeropuerto Internacional General Rafael Buelna    | WestJet (Estacional)                                    |              |              |              |
| Puerto Vallarta                                               | Aeropuerto Internacional de Puerto Vallarta       | Flair Airlines (Estacional) / WestJet                   |              |              |              |
| San José del Cabo                                             | Aeropuerto Internacional de Los Cabos             | WestJet (Estacional)                                    |              |              |              |
| El Caribe                                                     |                                                   |                                                         |              |              |              |
| Jamaica (1 destino, 1 aerolínea)                              |                                                   |                                                         |              |              |              |
| Montego Bay                                                   | Aeropuerto Internacional Sir Donald Sangster      | WestJet (Estacional) (inicia el 2 de noviembre de 2025) |              |              |              |
| Europa                                                        |                                                   |                                                         |              |              |              |
| Países Bajos (1 destino, 1 aerolínea)                         |                                                   |                                                         |              |              |              |
| Ámsterdam                                                     | Aeropuerto de Ámsterdam-Schiphol                  | KLM                                                     |              |              |              |
| Oceanía                                                       |                                                   |                                                         |              |              |              |
| Estados Unidos Hawái (2 destinos [estacionales], 1 aerolínea) |                                                   |                                                         |              |              |              |
| Honolulu                                                      | Aeropuerto Internacional Daniel K. Inouye         | WestJet (Estacional)                                    |              |              |              |
| Kahului                                                       | Aeropuerto de Kahului                             | WestJet (Estacional)                                    |              |              |              |
| Total: 23 destinos (12 estacionales), 5 países, 8 aerolíneas  |                                                   |                                                         |              |              |              |

## Estadísticas

### Rutas más Transitadas
| Número | Ciudad                       | Pasajeros | Aerolínea                              |
| ------ | ---------------------------- | --------- | -------------------------------------- |
| 1      | Las Vegas, Estados Unidos    | 151,524   | WestJet                                |
| 2      | Seattle, Estados Unidos      | 150,230   | Alaska Airlines, Delta Air Lines       |
| 3      | Phoenix, Estados Unidos      | 111,097   | American Airlines, WestJet             |
| 4      | Mineápolis, Estados Unidos   | 99,944    | Delta Air Lines, Delta Connection      |
| 5      | Ámsterdam, Holanda           | 91,292    | KLM                                    |
| 6      | Denver, Estados Unidos       | 88,025    | United Express                         |
| 7      | Houston, Estados Unidos      | 86,244    | United Airlines                        |
| 8      | Los Ángeles, Estados Unidos  | 84,402    | WestJet                                |
| 9      | Cancún, México               | 47,438    | Air Transat, Sunwing Airlines, WestJet |
| 10     | Palm Springs, Estados Unidos | 45,238    | WestJet                                |

### Tráfico anual
| Año  | Pasajeros totales | % cambio    | Nacionales | % cambio    | En Conexión | % cambio    | Internacionales | % cambio    |
| ---- | ----------------- | ----------- | ---------- | ----------- | ----------- | ----------- | --------------- | ----------- |
| 2010 | 6,089,099         | Sin cambios | 4,725,577  | Sin cambios | 1,003,813   | Sin cambios | 359,709         | Sin cambios |
| 2011 | 6,277,137         | 3.0%        | 4,814,157  | 1.9%        | 1,085,466   | 8.1%        | 377,514         | 5%          |
| 2012 | 6,676,857         | 6.3%        | 5,109,637  | 6.1%        | 1,174,294   | 8.2%        | 392,926         | 3.9%        |
| 2013 | 7,697,995         | 15.2%.      | 5,312,226  | 4.0%        | 1,264,796   | 7.7%        | 406,207         | 3.4%        |
| 2014 | 8,240,161         | 7.4%        | 5,500,592  | 3.5%        | 1,372,669   | 8.5%        | 459,260         | 13.1%       |
| 2015 | 7,981,074         | -3.1%       | 5,526,985  | 0.5%        | 1,228,134   | -10.5%      | 525,801         | 14.5%       |
| 2016 | 7,628,507         | -4.4%       | 5,636,112  | 2.0%        | 916,674     | -25.4%      | 474,132         | -9.8%       |
| 2017 | 7,807,384         | 3.8%        | 6,023,658  | 6.9%        | 879,833     | -4.0%       | 474,139         | Sin cambios |
| 2018 | 8,254,121         | 5.8%        | 6,395,357  | 6.3%        | 967,371     | 9.9%        | 467,501         | -1.4%       |
| 2019 | 8,151,532         | 1.2%        | 6,236,525  | 2.5%        | 970,895     | 0.4%        | 449,652         | 3.8%        |
| 2020 | 2,628,891         | 67.7%       | 1,923,722  | 69.2%       | 209,154     | 78.5%       | 161,181         | 64.2%       |
| 2021 | 2,793,581         | 6.3%        | 2,247,159  | 16.8%       | 49,114      | 76.5%       | 59,958          | 62.8%       |
| 2022 | 5,849,674         | 109.4%      | 4,676,738  | 108.1%      | 429,941     | 775.4%      | 273,667         | 356.4%      |
| 2023 | 7,499,163         | 28.2%       | 5,694,510  | 21.8%       | 737,613     | 71.9%       | 485.296         | 77.5%       |
| 2024 | 7,919,690         | 5.6%        | 5,751,683  | 1.0%        | 946,154     | 28.3%       | 521,845         | 7.5%        |

## Aeropuertos cercanos
Los aeropuertos más cercanos son:
- Aeropuerto de Lloydminster (238km)
- Aeropuerto Internacional de Calgary (246km)
- Aeropuerto de Fort McMurray (402km)
- Aeropuerto de Grande Prairie (403km)
- Aeropuerto del Condado de Lethbridge (413km)